# Terence H. Winkless
Terence H. Winkless est un producteur, un réalisateur et un scénariste américain.

## Jeunesse et formation
Born naît à Springfield (Massachusetts). Sa famille déménage à Chicago et Terence fréquente la New Trier High School (en) de Winnetka (Illinois), puis l'école de cinéma USC Cinema et l'AFI Conservatory.

## Carrière
Winkless réalise Foster's Release (en) en 1971, présenté, entre autres, au festival du film d'Édimbourg, à L.A. Filmex et au festival international du film de Chicago. Winkless travaille ensuite sur La Grande Casse.
Il scénarise par la suite Hurlements, puis réalise The Nest. Sa carrière lancée, il réalise par la suite une grande quantité de films, dont The Legend of the Wild et The Westing Game. À la télévision, il réalise des épisodes de Power Rangers : Mighty Morphin et Pacific Blue.
Plus récemment, il a réalisé Nightmare City 2035 (2007) et Twice As Dead (2009).

## Vie personnelle
Winkless habite principalement Vancouver avec sa femme Raly Radouloff et sa fille, Lara Terry Winkless, née en 1998.